# بول جاردنر
بول جاردنر (بالفرنسية: Paul Gardner) (و. 1956  م) هو لاعب هوكي الجليد، وكاتب سيناريو، ومدرب هوكي جليد كندي، ولد في فورت إيري، أونتاريو.

## روابط خارجية
- بول جاردنر على موقع دوري الهوكي الوطني (الإنجليزية)
- بول جاردنر على موقع قاعة مشاهير الهوكي (لاعب أن.إتش.أل) (الإنجليزية)
- بول جاردنر على موقع EliteProspects.com (الإنجليزية)
- بول جاردنر على موقع HockeyDB.com (الإنجليزية)
- بول جاردنر على موقع Hockey-Reference.com (الإنجليزية)